# Antonio Ponce Paz
Antonio Ponce Paz (Puente Genil, 26 de maio de 1907 — Santos, 14 de janeiro de 1977) foi um  pintor e escultor espanhol do século XX, destacado na tendência impressionista e profundo admirador de Paul Cézanne. Antonio é, junto com seus irmãos João e Salvador, considerado um dos grandes artistas da cidade de Bauru.

## História
Filho de Juan Ponce Mora e Maria Dolores Paz Baeza, Antonio nasceu em 26 de maio de 1907, às três horas da manhã, no município de Puente Genil, em Córdova, Espanha. Pouco é conhecido sobre sua vida antes dos cinco anos. Tinha os irmãos João, Izabel, Francisco, Salvador e Francisca, que morrera cedo.
Em 1912, devido à difícil situação das crises antecipando a Primeira Guerra Mundial e a grande oportunidade de emprego no Brasil, os pais de Antonio decidiram viajar no navio a vapor "Bologna" até o porto de Santos, onde aportaram em 20 de março. A mãe de Antonio, que estava grávida, teve uma filha no navio: Marina. Infelizmente, ela contraiu uma doença grave e morreu na cidade de Jaú, no mesmo ano.
Antonio logo se mudou para a cidade de Bauru, realizando seus estudos de primário. Alguns anos mais tarde, se mudou para São Paulo e frequentou o Liceu de Artes e Ofícios de São Paulo, tendo como seu professor Aladino Divani. De 1925 a 1929, foi aluno de Vicente Larocca. Também nessa época teve oportunidade de trabalhar com o pintor Alfredo Volpi como decorador de residências, tornando os dois pintores amigos por toda a vida.
No dia de Natal de 1930, Antonio casa-se com Virgínia Doná, tendo futuramente três filhas com ela.
Mesmo já com problemas de saúde, em 1948 Antonio compra uma gráfica na cidade de São Paulo: a Gráfica Nossa Senhora de Fátima. Mesmo assim, continua pintando. No ano de 1968, já aposentado e por recomendação médica, Antonio transfere-se para Mongaguá, dedicando-se totalmente à arte.
No dia 14 de janeiro de 1977, Antonio começa a passar mal em sua casa em Mongaguá, revelando ser um infarto agudo do miocárdio. Antonio foi então rapidamente levado para Santos, onde faleceu.
No início dos anos 80, a prefeitura de Bauru denominou Rua Antonio Ponce Paz uma via do bairro Vila Paraíso. Alguns anos depois, foi inaugurada a Casa Ponce Paz, com pinturas e esculturas de Antonio, João e Salvador Ponce Paz, além de várias atividades relacionadas a arte disponíveis.

## Trabalho
Na escultura, chegou a fazer o busto do Coronel Lima Figueiredo, ex-diretor da Estrada de Ferro Noroeste do Brasil, o ex-prefeito de Bauru Ernesto Monte, Rodrigues de Abreu, Octávio Pinheiro Brizola, o comendador Daniel Pacífico, seu próprio irmão João Ponce Paz e outras personalidades. Também ganhou vários prêmios, entre eles o 1º lugar no Primeiro Salão Oficial de Belas Artes de Bauru, medalha de bronze em escultura e pintura no VI Salão Oficial de Belas Artes de Bauru, menção honrosa no 38º Salão Paulista de Belas Artes, entre outros.